# Musicólogo & Menes
Musicólogo & Menes, también conocido como Los de la Nazza, es un dúo puertorriqueño de música urbana formado en 2007 por Eliécer Lautaro García (Musicólogo) y Eduardo Delsin López (Menes). El dúo alcanzó una popularidad significativa en el campo de la música urbana latina a fines de la década de 2000 y principios de la de 2010 y 2015 como productores del cantante puertorriqueño Daddy Yankee, combinando elementos de la música reguetón con influencias de la electrónica.
Daddy Yankee se unió a los productores como dúo en 2007, y su primer crédito de producción fue en El Cartel: The Big Boss, lanzado más tarde ese año. Los de la Nazza continuaron trabajando para Daddy Yankee hasta 2014, produciendo canciones como «Pose» (2008), «La despedida» (2010) y «Lovumba» (2012).
Musicólogo y Menes comenzaron a producir una serie de mixtapes titulada, El Imperio Nazza lanzados de 2012 a 2016. Se independizaron en 2014 para centrarse en sus propias carreras y lanzaron su primer álbum de estudio Orión en 2015.

## Biografía

### Musicólogo
Eliécer Lautaro García García, nació el 21 de diciembre de 1981 en Río Piedras, Puerto Rico. Su pasión por la música comenzó durante la infancia debido a su familia de músicos. Se graduó de la Escuela Pública Gabriela Mistral e incursionó en la universidad.

### Menes
Eduardo López Morales, Nacido el 29 de agosto de 1980 en Caguas, Puerto Rico, se crio en Caguas hasta los 11 años, cuando se mudó a Florida, Estados Unidos con su familia. Su padre, Gregorio López y su madre Lisa Morales. Él acredita ser el hermano mayor de tres hermanas, Meralis, Yaneira y Xioamara. Tal como lo que necesitaba para entender el "lenguaje femenino". Musicólogo y Menes se conocieron por primera vez en un estudio de grabación en el Residencial Nemesio Canales en 2005, Menes trabajando con el productor puertorriqueño Echo y Musicólogo tiene una carrera en solitario con su propio estudio de grabación.

## Historia
En 2007, Musicólogo le mostró al reggaetonero puertorriqueño Daddy Yankee una demostración de su trabajo. Finalmente decidió unirse a ellos como dúo, posteriormente contratando a Musicólogo & Menes con su sello discográfico El Cartel Records. Desde entonces, Los de la Nazza produjeron un tema en El Cartel: The Big Boss (2007) y fueron los principales productores de Talento de Barrio (2008), Mundial (2010), Prestige (2012) y King Daddy (2013).
En enero de 2012, el dúo lanzó El Imperio Nazza, la primera entrada de una serie de mixtapes de reguetón que involucran a varios artistas o enfocados a uno en particular, según la edición. Entre ellos se encontraban los artistas puertorriqueños de reguetón como Gotay, J Álvarez, Jowell & Randy, Farruko, entre otros. El último mixtape de Imperio Nazza lanzado bajo El Cartel Records fue "Top Secret Edition" en enero de 2014. En ese mismo año su contrato con El Cartel Records expiró y decidió comenzar una carrera independiente como dúo de producción. Además, Musicólogo junto a Noah Assad fundaron el sello discográfico Rimas Music, el cual representa actualmente a artistas como Arcángel, Bad Bunny, Eladio Carrión, Jowell & Randy, entre otros. 
Su primer álbum de estudio Orión fue lanzado digitalmente el 11 de agosto de 2015 bajo su propio sello discográfico Nazza Records. El álbum alcanzó el puesto número 8 en la lista de álbumes de ritmo latino de Estados Unidos el 5 de septiembre de 2015. El sencillo «Si El Mundo Se Acabara» con el cantante Justin Quiles alcanzó el número uno en la lista de Canciones Tropicales de Estados Unidos el 30 de abril de 2016, siendo su primer lugar en el primer lugar en Billboard. También «Tumba la Casa» de Alexio que alcanzó más de 30 millones de visitas en solitario y más de 370 millones en su remix en la plataforma YouTube.
Orión contó con un álbum principal de dos tapas, el primero titulado "Orión: The Lost Constellation" contó con 14 sencillos, en este se incluyó a artistas como Zion & Lennox, Yomo, Tony Dize, Ozuna, De la Ghetto, Ñengo Flow, J Álvarez, Nicky Jam, entre otros. 
El segundo fue titulado como "Orión: Ride of the Universe" contó con 12 sencillos y artistas como Justin Quiles, Jowell & Randy, Kendo Kaponi, Farruko, Luigi 21 Plus, Ángel & Khriz, Juanka "El Problematik", Alexio "La Bestia", entre otros.
El 13 de agosto de 2015, dos días después del lanzamiento principal, el duo de productores lanzaron un bonus track del álbum principal titulado "Orión: VIP PASS" que contó con 3 sencillos que contó con los artistas John Jay, Elio Mafiaboy y La Duraca.

## Canciones en carteleras
| Título                                                                             | Año  | Artistas                   | Posiciones más altas en listas | Posiciones más altas en listas | Álbum                            |
| Título                                                                             | Año  | Artistas                   | US Latin                       | US Tropical                    | Álbum                            |
| ---------------------------------------------------------------------------------- | ---- | -------------------------- | ------------------------------ | ------------------------------ | -------------------------------- |
| "Pose"                                                                             | 2008 | Daddy Yankee               | 4                              | 7                              | Talento de Barrio                |
| ''¿Qué tengo que hacer?''                                                          | 2009 | Daddy Yankee               | 3                              | 9                              | Talento de Barrio                |
| "Grito mundial"                                                                    | 2009 | Daddy Yankee               | 24                             | 7                              | Mundial                          |
| "El ritmo no perdona"                                                              | 2009 | Daddy Yankee               | 47                             | 39                             | Mundial                          |
| "Descontrol"                                                                       | 2010 | Daddy Yankee               | 16                             | 2                              | Mundial                          |
| "La despedida"                                                                     | 2010 | Daddy Yankee               | 4                              | 4                              | Mundial                          |
| "Aprovecha"                                                                        | 2011 | Daddy Yankee, Nova & Jory  | 4                              | 43                             | Mucha calidad                    |
| ''Es Hora''                                                                        | 2011 | Farruko                    | 9                              | 23                             | The Most Powerful Rookie         |
| "Ven conmigo"                                                                      | 2011 | Daddy Yankee, Prince Royce | 9                              | 2                              | Prestige                         |
| "Lovumba"                                                                          | 2011 | Daddy Yankee               | 1                              | 2                              | Prestige                         |
| "Pasarela"                                                                         | 2012 | Daddy Yankee               | 4                              | 3                              | Prestige                         |
| ''Perros salvajes''                                                                | 2012 | Daddy Yankee               | 5                              | —                              | Prestige                         |
| "La Máquina de Baile"                                                              | 2012 | Daddy Yankee               | 42                             | —                              | Prestige                         |
| "El Amante"                                                                        | 2012 | Daddy Yankee, J Álvarez    | 40                             | —                              | Prestige                         |
| "Se Acabó El Amor"                                                                 | 2013 | J Álvarez                  | 33                             | 17                             | Imperio Nazza: J Álvarez Edition |
| "La Nueva y La Ex"                                                                 | 2013 | Daddy Yankee               | 9                              | 2                              | King Daddy                       |
| "Si El Mundo Se Acabara"                                                           | 2014 | Justin Quiles              | 45                             | 1                              | Orión                            |
| "—" significa que no se posicionó en esa lista o no fue lanzado en ese territorio. |      |                            |                                |                                |                                  |

## Discografía

### Álbumes de estudio
- Imperio Nazza: King Daddy Edition (2013) - con Daddy Yankee
- Imperio Nazza: Farruko Edition (2013) – con Farruko
- Orión (2015)

### Mixtapes
- Los de la Nazza Presentan Carnal (2011) - con Carnal
- Imperio Nazza: The Mixtape (2012)
- Imperio Nazza: Gold Edition (2012)
- Imperio Nazza: Gotay Edition (2012) – con Gotay
- Imperio Nazza: J Álvarez Edition (2012) – con J Álvarez
- Imperio Nazza: Doxis Edition (2013) – con Jowell & Randy
- Los de la Nazza Presentan: Reencarnal (2013) - con Carnal
- Imperio Nazza: Top Secret Edition (2014)
- Imperio Nazza: Justin Quiles Edition (2016) – con Justin Quiles
- Imperio Nazza: Kendo Edition (2016) – con Kendo Kaponi

## Créditos de producción
- 2007: El cartel: The Big Boss (Daddy Yankee)
- 2008: Talento de barrio (Daddy Yankee)
- 2008: El Fenómeno (Arcángel)
- 2010: Mundial (Daddy Yankee)
- 2010: Los Verdaderos (Zion & Lennox)
- 2011: Mucha calidad (Nova & Jory)
- 2011: Otro Nivel De Música: (J Alvarez)
- 2012: The Most Powerful Rookie (Farruko)
- 2012: Otro Nivel De Música Reloaded (J Alvarez)
- 2012: El Patán (Luigi 21+)
- 2012: Los Mackieavelikos HD (Yaga & Mackie)
- 2012: La Fórmula (Pina Records)
- 2012: Prestige (Daddy Yankee)
- 2013: Sentimiento, Elegancia y Maldad (Arcangel)
- 2014: Kent & Tony HD (Kent & Tony)
- 2014: Equilibrium (Clandestino & Yailemm)
- 2013: Sobredoxis (Jowell & Randy)
- 2015: Los Alqaedas, Vol. 1 (Pacho y Cirilo)
- 2015: Visionary (Farruko)
- 2016: Rompiendo Esquemas Reloaded (Darkiel)
- 2017: El Chamaquito De Ahora (Gotay)
- 2017: JonTrapVolta (Jon Z)
- 2019: The Preview (Juno)
- 2020: Now or Never (Casper Mágico y Nio García)
- 2022: Genelipsis (Almighty)
- 2022: Proyecto Z (Jon Z)

## Premios y nominaciones
- Imperio Nazza: J Álvarez Edition - Premio Lo Nuestro al Álbum Urbano del Año - Nominado (2014)[9]